# Mira Bimperling
Mira Bimperling (* 31. März 1994 in Saarlouis) ist eine ehemalige deutsche Rhythmische Sportgymnastin.
Mira Bimperling trainierte am DTB-Nationalmannschaftszentrum Fellbach-Schmiden (Bundesleistungszentrum für Rhythmische Sportgymnastik und Sportinternat) und lebte währenddessen in Dillingen sowie in Fellbach. Sie startete für den TV Rehlingen und wurde von Natalia Stsiapanava, Ekaterina Kotelikova und Vladimir Komkov trainiert. Ihr Spezialgerät war das Band.
Bimperling sollte schon früh ins Trainingszentrum nach Fellbach-Schmiden wechseln, entschloss sich dazu aber erst gegen Ende 2009. Somit hatte sie bei den Europameisterschaften im Frühjahr 2010 in Bremen ihre erste internationale Meisterschaft. Mit Cathrin Puhl, Camilla Pfeffer, Sara Radman, Karolina Raskina und Regina Sergeeva verpasste sie im Mannschaftswettkampf als Viertplatzierte hinter Russland, Italien und Weißrussland nur um einen Rang eine Medaille. Mit Pfeffer, Puhl, Radmann und Sergeeva wurde sie zudem Vierte in der ersten sowie der zweiten Gerätegruppe. Im Herbst des Jahres folgten die Weltmeisterschaften in Moskau, bei denen Bimperling mit Pfeffer, Puhl, Radman und Sergeeva in der Mannschaft Achte sowie in derselben Besetzung jeweils Fünfte in der ersten und zweiten Gerätegruppe wurde. Bei den Weltmeisterschaften ein Jahr später in Montpellier erreichte sie mit Pfeffer, Puhl, Nicole Müller, Radman und Sergeeva den sechsten Rang im Gruppen-Mehrkampf sowie Platz sieben in der ersten und Platz fünf in der zweiten Gerätegruppe. Mit dem sechsten Rang qualifizierte sich das Team direkt für die Olympischen Sommerspiele 2012 in London. Vor den Spielen kam sie noch bei den Europameisterschaften 2012 in Nischni Nowgorod zum Einsatz. Im Gruppen-Mehrkampf erreichte sie mit Judith Hauser, Müller, Pfeffer, Puhl und Radman den neunten Rang.
In der gleichen Besetzung belegte die Gruppe bei den Olympischen Spielen in London den zehnten Platz. Nach den Olympischen Spielen beendete Mira Bimperling ihre sportliche Karriere in der rhythmischen Sportgymnastik.